# Région de bien-être d'Ostrobotnie centrale
La région de bien-être d'Ostrobotnie centrale (en finnois : Keski-Pohjanmaan hyvinvointialue) est un organisme public indépendant des municipalités et de l'État chargé des services sociaux, de santé et de secours en Ostrobotnie centrale.
C'est l'une des 23 régions de bien-être de Finlande.

## Municipalités
La région compte 8 municipalités, dont 2 villes.
- Halsua
- Kannus
- Kaustinen
- Kokkola
- Lestijärvi
- Perho
- Toholampi
- Veteli

## Services
La responsabilité légale de l'organisation des services sociaux et de santé et de secours passera des municipalités à la région de bien-être d'Ostrobotnie centrale à partir du 1er janvier 2023.

### Soins de santé
Les municipalités de la zone de bien-être d'Ostrobotnie centrale appartiennent au district hospitalier d'Ostrobotnie centrale.
L'hôpital de la région est l'hôpital central d'Ostrobotnie centrale.

### Opérations de secours
En termes d'opérations de secours d'urgence, les municipalités de la région de bien-être d'Ostrobotnie centrale dépendent du service de secours d'Ostrobotnie centrale et de Jakobstad.

## Politique et administration
Les élections régionales finlandaises de 2022 ont eu lieu le 23 janvier 2022 afin de désigner pour la première fois les 59 conseillers régionaux élus pour 3 ans pour administrer la région de services du bien-être d'Ostrobotnie centrale.
La répartition des voix et des sièges sont les suivantes :
| Parti    | Parti                           | Voix   | %    | Sièges |
| -------- | ------------------------------- | ------ | ---- | ------ |
|          | Parti social-démocrate          | 3 855  | 14,4 | 9      |
|          | Vrais Finlandais                | 3 378  | 12,6 | 7      |
|          | Parti de la coalition nationale | 3 049  | 11,4 | 6      |
|          | Parti du centre                 | 10 248 | 38,2 | 23     |
|          | Ligue verte                     | 940    | 3,5  | 2      |
|          | Alliance de gauche              | 936    | 3,5  | 2      |
|          | Parti populaire suédois         | 1 907  | 7,1  | 5      |
|          | Chrétiens-démocrates            | 1 849  | 6,9  | 4      |
|          | Mouvement maintenant            | 144    | 0,5  | 0      |
|          | Le pouvoir appartient au peuple | 507    | 1,9  | 1      |
| Sources: |                                 |        |      |        |